# Filippo Corradi da Gonzaga

Wappen der Familie Corradi-Gonzaga bis 1328

Filippo Corradi da Gonzaga, auch Filippo Corradi genannt (* 12. Jahrhundert in Gonzaga; † vor 1199), lebte in der zweiten Hälfte des 12. Jahrhunderts, gilt als der historische Stammvater des Hauses der Gonzaga, das in enger Verbindung mit dem Benediktinerkloster San Benedetto in Polirone vom bescheidenen Landadel zu Herren von Mantua, später zu Markgrafen und Herzögen von Mantua aufstieg, sich in zahlreiche Linien aufteilte und sich durch Ehen mit zwei Kaisern des Heiligen Römischen Reiches aus dem Haus Österreich und anderen europäischen Herrscherhäusern verband.

## Herkunft

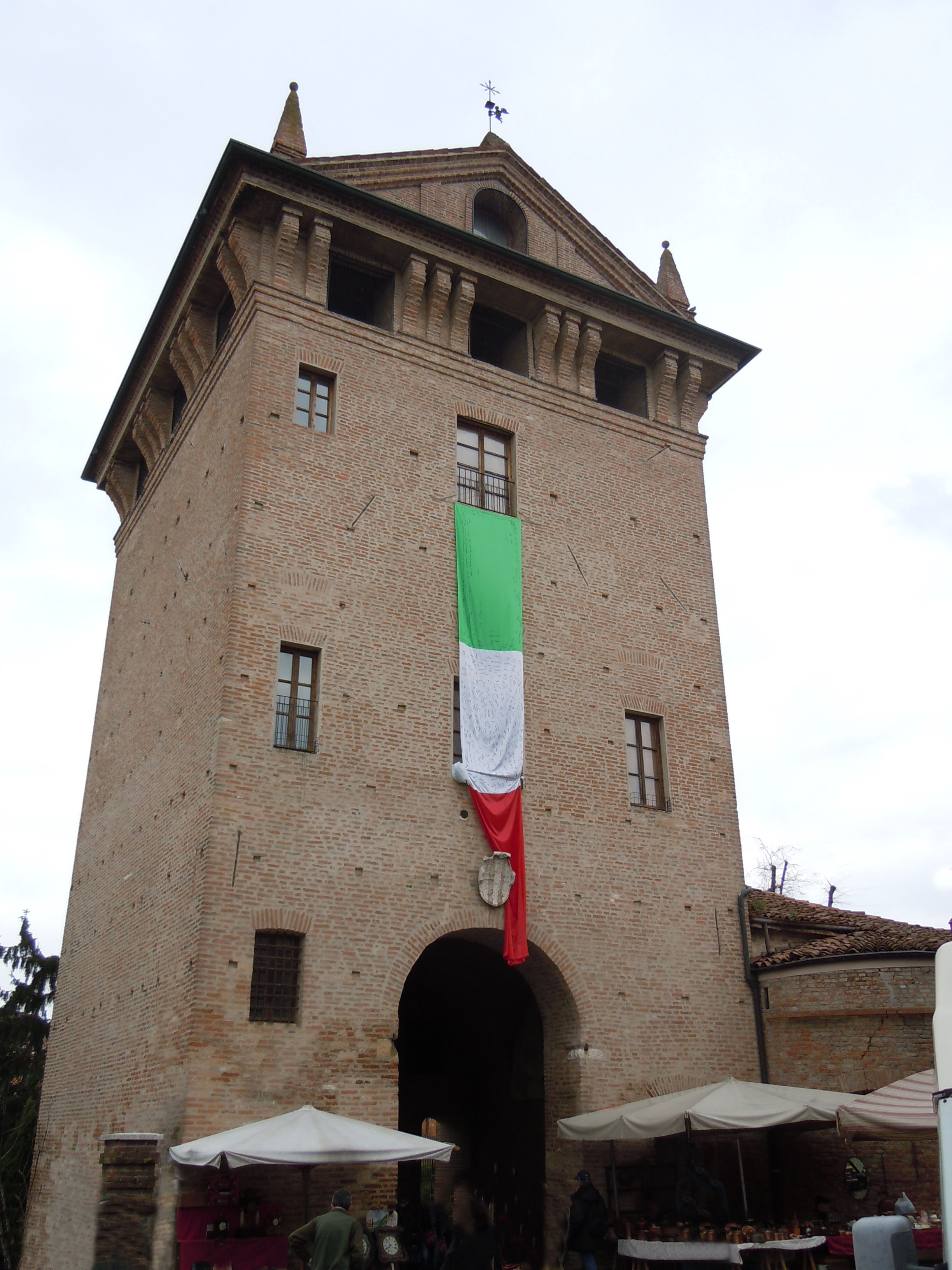
Stadt Gonzaga: Turm aus dem 15. Jahrhundert, der an die Familie Gonzaga erinnert.

Die Familie Filippos nannte sich – vermutlich nach einem bedeutenderen Vorfahren namens Corrado – „Corradi“, wobei der Zusatz „da Gonzaga“ in der Frühzeit keineswegs ein Herrschaftsverhältnis über die Kleinstadt Gonzaga – die etwa 25 km südlich von Mantua gelegen ist – oder über die dort befindliche Stadtburg bedeutete, sondern bloß eine Herkunftsbezeichnung war, um die dort wohnhaften Corradis von anderen zu unterscheiden.
Wegen der geringen Zahl von Urkunden aus dem 12. Jahrhundert lässt sich keine schlüssige Filiation zu den ersten urkundlich genannten Mitgliedern der Familie herstellen. Beachtlich ist immerhin, dass das Geschlecht bereits in der Mitte des 12. Jahrhunderts aus mehreren Familien bestand. Urkundlich treten zuerst 1146 Obizzone, Raniero und Guiberto Corradi als Zeugen in einer Schenkungsurkunde der Gräfin Mathilde von Canossa an die Abtei San Benedetto in Polirone auf. Im selben Jahr finden sich auch Governolo, Obizzone und Rodichero Corradi als Zeugen von Schenkungen an das Kloster und 1149 bezeugen Alberto, Sigifredo di Regnerio und ihr Onkel Uguccone den Verkauf gewisser Güter durch die Abtei.

## Leben

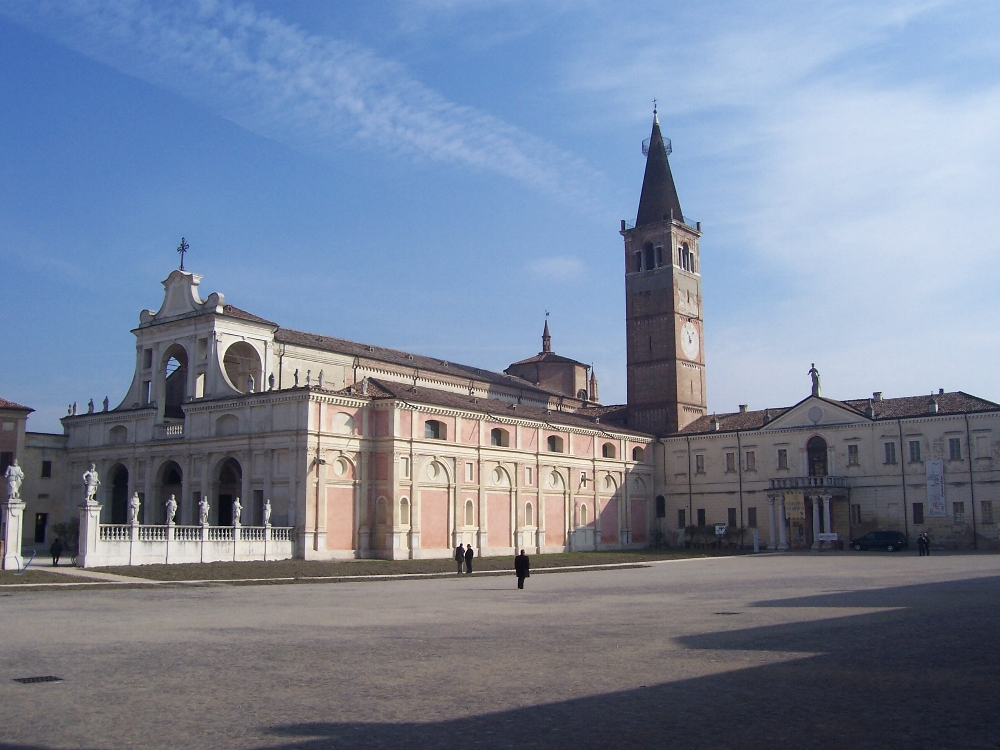
Aktuelles Bild der Abtei San Benedetto in Polirone, der die Gonzaga ihren Aufstieg verdanken.

Über das Leben Filippos liegen keine konkreten urkundlichen Nachweise vor. Seine bedeutendste Leistung war, dass er durch seine Kinder zum Stammvater des späteren Herrscherhauses der Gonzaga wurde.
Sein Leben wurde entscheidend von der Abtei San Benedetto in Polirone (etwa 15 km südöstlich von Mantua) bestimmt, da ihr die Herrschaft Gonzaga samt Burg gehörte, wo die Familie der Corradi lebte und einige Lehen der Abtei besaß.
Der enge Zusammenhang zwischen der Familie der Corradi, dem Ort Gonzaga, der Abtei San Benedetto und der Stadt Mantua beruhte darauf, dass dies Teile der riesigen Besitzungen waren, die vom Haus der Grafen von Canossa und schließlich von der berühmten Gräfin Mathilde von Canossa (* um 1046; † 24. Juli 1115) – bekannt auch als Mathilde von Tuszien (Toskana) – kontrolliert wurden, die die Burg Gonzaga der von ihrem Großvater Tedaldo di Canossa im Jahre 1007 gestifteten Abtei San Benedetto geschenkt hatte.
Nach dem kinderlosen Tod von Mathilde kam es zum Zerfall der von ihr beherrschten Landmasse und zum Aufkommen neuer Geschlechter, wovon nicht zuletzt die Corradi da Gonzaga profitierten, die von der Abtei immer größere Lehen erhielten, dadurch Besitz in Mantua und verschiedene Herrschaften erwerben konnten, wodurch sie schließlich die Mittel hatten, um 1238 die Herrschaft über Mantua an sich zu bringen.

## Ehe und Nachkommen
Name und Herkunft der Ehefrau von Filippo Corradi sind nicht überliefert.
Nachkommen:
1. Ballancorio “Corbellino” Corradi,
2. Abramino Corradi, war 1199 einer der Gesandten der Stadt Mantua, die an der Unterzeichnung der Allianz mit Padua teilnahmen.
  1. Guido Corradi 1209 Botschafter von Mantua, wurde 1257 und von 1264 bis 1265 aus Mantua verbannt, und im selben Jahr als Gesandter der Stadt Mantua zu König   Karl I. von Neapel (Haus Anjou) entsandt und erhielt 1272 seine eingezogenen Lehen zurück.
    1. Bartolomeo Corradi, erwarb 1261 Latifundien in Marmirolo, war 1285 einer der Anziani von Mantua und wurde am 16. Dezember 1287 gemeinsam mit anderen Mitgliedern seiner Familie  vom Kloster San Benedetto di Polirone mit Gütern belehnt.
    2. Antonio Corradi († 1283) 1258 einer der Anciani von Mantua, wurde 1273 verbannt und eingesperrt & Richilde Pedroni.
      1. Luigi I. Gonzaga, seit 1328 Herr von Mantua, der durch seine erste Ehe mit Richilda Ramberti zum näheren Stammvater  des Hauses Gonzaga wurde.

    3. Bonamente Corradi
    4. Bonaventura Corradi

  2. Martino Corradi
3. Corbello Corradi, war 1189 Beisitzer des Podestà von Mantua, erhielt 1199 das Lehen Campidello (Seine Nachkommenschaft erlosch nach vier Generationen)
4. Gualtieri Corradi
5. Guiscardo Corradi † vor 1261
  1. Gherardo Corradi
  2. Gligiola Corradi
  3. Camosini Corradi, war  1230 Podestà  von Fano
  4. Gicomo Corradi war 1261 am Kauf der Familie von Gütern in Marmirolo beteiligt
6. Corrado Corradi, nahm 1199 mit seinem Bruder Abramino an der Unterzeichnung der Allianz zwischen Mantua und Padua teil (Seine Nachkommen erlöschen in fünfter Generation)